# Vultures 2
Vultures 2 je druhé album dua ¥$ (Ye a Ty Dolla Sign) vydané vlastním nákladem (YZY) 3. srpna 2024. Jako neuvedení umělci na albu hostují Playboi Carti, Don Toliver, Kodak Black, Future, Lil Wayne, Young Thug, Lil Durk, Lil Baby, Westovy dcery North a Chicago a je zde použit i hlas bratra Ty Dolla Signa Big TC.
Jako většina Westových projektů byla i tato deska několikrát odložena a přepracována. Poté, co v únoru 2024 vyšlo album Vultures 1 mělo dle původního plánu pokračování vyjít začátkem března a měsíc na to, v dubnu, finální Vultures 3. K dodržení termínů ale nedošlo. Vultures 2 byl následně odložen na květen 2024, ale k vydání nakonec došlo až v srpnu.

## O albu
V lednu 2024 bylo oznámeno, že projekt Vultures vyjde coby albová trilogie na přelomu zimy a jara 2024. První díl, Vultures 1, vyšel s drobným zpožděním v únoru 2024 a dostal se na první příčku žebříčku prodejnosti alb Billboard 200. Obsahoval také number-one hit „Carnival“. Vultures 2 mělo vyjít v březnu, k čemuž nedošlo. Duo to odůvodnilo tím, že po úspěchu předchozí desky začali pokračování přehrávat, aby dostáli novým očekáváním.
Ye v březnu oznámil, že hodlá desku Vultures 2 vydat jen na svých webových stránkách, kde stála dvacet dolarů. Zdůvodnil to svou kontinuální skeptičností k systému vydělávání na streamovacích službách, o kterých uváděl, že vykořisťují umělce. Téhož měsíce Ye na svých profilech na TikToku a Instagramu zveřejnil minutové úryvky z písní pro Vultures 2. Nové datum vydání bylo stanoveno na květen 2024, ale ani to nebylo dodrženo.
Dne 2. srpna vyšel singl „Slide“. Vydání alba následovalo druhého dne. Vyšlo nezávisle na všech streamingových službách a také coby livestream na YouTube.
Na přebalu alba je maskovaný Ty Dolla Sign, který drží portrét svého bratra Jabreala „Big TC“ Muhammada. Ten byl odsouzen do vězení na doživotí za vraždu, kterou podle své rodiny nespáchal.

## Po vydání
Po vydání fanoušci kritizovali nedotaženost alba. Na některých písních nebyl dokončen běžný mastering a mixy. U písně „530“ fanoušci kritizovali, že jde o starší nedokončenou píseň, která již dříve unikla na internet. Neobsahuje Ty Dolla Signa a některé části Yeho slok jsou očividné demo nahrávky. Další pozornost vzbudilo, že Ye u některých starších a dříve uniklých písní využil generátor svého hlasu s pomocí umělé inteligence, spíše než aby dřívější cizí sloky sám přehrál (například v písni „Sky City“). V důsledku kritiky Ye oznámil, že průběžně bude na písních ještě pracovat a následně je nahraje na streamovací služby. Obdobně jako u svého dřívějšího alba The Life of Pablo.
Ye na svých webových stránkách po vydání alba nahrál k prodeji pět variant limitovaných deluxe verzí alba. Každá z variant obsahovala jednu bonusovou píseň. Šlo o písně: "Take Off Your Dress", "Believer", "Drunk" (ft. Peso Pluma a Kodak Black), "Gun To My Head" (ft. Kid Cudi) a "Can U Be" (ft. Travis Scott).
Album debutovalo na druhé příčce žebříčku Billboard 200 se 107 000 prodanými kusy v první týden prodeje (po započítání 50 milionů streamů).
Oproti albu Vultures 1 písně nebyly tak úspěšné. Albu chyběl nosný singl. Nejvýše se v americké hitparádě umístila píseň „Field Trip“ (48. příčka); následovaly: „Promotion“ (76. příčka), „Fried“ (87. příčka) a „Slide“ (88. příčka).

## Turné
Po vydání alba West a Ty Dolla Sign pořádali několik stadionových poslechových akcí / koncertů. První zastávkou bylo americké Salt Lake City. Dále vystoupili na stadionu v jihokorejském městě Kojang. Poté následovaly dva zářijové koncerty v čínském městě Chaj-kchou v ostrovní provincii Chaj-nan. Lístky na první koncert (42000 ks) se vyprodaly během pár minut. Obrat ze vstupného činil sedm milionů dolarů. Šlo o jeden z mála povolených koncertů západního umělce v Číně. Cílem čínského státu bylo také posílit turismus a ekonomiku provincie, což se povedlo, protože jen první koncert přinesl oblasti přes 52 milionů dolarů. Většinu lístků si koupili Číňané z jiných provincií. I proto byl přidán druhý koncert.

## Seznam skladeb
| Pořadí         | Název                                                      | Hudba                                                                                                 | Text | Délka |
| -------------- | ---------------------------------------------------------- | --- | --- | ----- |
| 1.             | Slide                                                      | Ye Ty Dolla Sign Fred Again Wheezy Apollo Parker Ryderoncrack London on da Track AyoAA Lester Nowhere | Ye Tyrone Griffin Jr. Frederick Gibson Wesley Glass Ryder Bucaro London Holmes Aswad Asif Arturo Fratini                          | 3:17  |
| 2.             | Time Moving Slow                                           | Ye Ty Dolla Sign Fya Man AyoAA Azul Nathan Butts Shdøw The Legendary Traxster                         | Ye Griffin Orlando Wilder Asif Azul Wynter Nathan Butts Konrad Żyrek Samuel Lindley                                               | 2:40  |
| 3.             | Field Trip (ft. Playboi Carti, Don Toliver a Kodak Black)) | Ye Ty Dolla Sign Wheezy The Legendary Traxster Dez Wright                                             | Ye Griffin Caleb Toliver Jordan Carter Bill Kapri Glass Lindley Dylan Cleary-Krell                                                | 2:47  |
| 4.             | Fried                                                      | Ye Ty Dolla Sign TheLabCook Digital Nas Ojivolta                                                      | Ye Griffin Grant Dickinson Nasir Pemberton Mark Williams Raul Cubina                                                              | 2:59  |
| 5.             | Isabella                                                   | | | 0:09  |
| 6.             | Promotion (ft. Future)                                     | Ye Ty Dolla Sign AyoAA Wheezy London on da Track The Legendary Traxster                               | Ye Griffin Nayvadius Cash Asif Glass Holmes Lindley                                                                               | 2:39  |
| 7.             | Husband                                                    | Ye | Ye | 2:18  |
| 8.             | Lifestyle (ft. Lil Wayne)                                  | Ye Nico Baran FnZ                                                                                     | Ye Ty Dolla Sign Dwayne Carter Jr. Nico Baran Michael Mulé Isaac de Boni                                                          | 5:31  |
| 9.             | Forever                                                    | Ye | Ye Griffin Jr. | 1:27  |
| 10.            | Bomb (ft. North West a Chicago West)                       | Ye The Legendary Traxster                                                                             | Ye North West Chicago West Lindley                                                                                                | 2:32  |
| 11.            | River (ft. Young Thug)                                     | Ye Pi'erre Bourne AyoAA Digital Nas London on da Track The Legendary Traxster                         | Ye Griffin Jeffery Williams Jordan Jenks Asif Pemberton Holmes Lindley                                                            | 4:07  |
| 12.            | 530                                                        | Ye John Cunningham FnZ BoogzDaBeast E.Vax                                                             | Ye Maxie Ryles III Tiwan Raybon John Cunningham Mulé De Boni Jahmal Gwin Evan Mast                                                | 4:50  |
| 13.            | Dead (ft. Future a Lil Durk)                               | Ye ATL Jacob Wheezy London on da Track                                                                | Ye Griffin Cash Durk Banks Jacob Canday Glass Holmes                                                                              | 4:23  |
| 14.            | Forever Rolling (ft. Lil Baby)                             | Ye Foreverrolling Flex on the Beat Audiovista Mattazik Muzik                                          | Ye Griffin Dominique Jones Jeffrey Jones Jr. Aaron Butler Henning Grüschow Matthew Robinson                                       | 3:17  |
| 15.            | Sky City (ft. Desiigner, 070 Shake a CyHi))                | Ye BoogzDaBeast Timbaland                                                                             | Ye Griffin Sidney Selby III Danielle Balbuena Cydel Young Gwin Timothy Mosley                                                     | 3:51  |
| 16.            | My Soul (ft. Big TC)                                       | Ye BoogzDaBeast FnZ 88-Keys 30 Roc                                                                    | Ye Griffin Jabreal Muhammad Aaron Sunday Israel Boyd Mark Mbogo Anthony Clemons Jr. Gwin Mulé De Boni Charles Njapa Samuel Gloade | 3:45  |
| Celková délka: | Celková délka:                                             | Celková délka:                                                                                        | Celková délka: | 51:21 |

Poznámky:
- "Time Moving Slow", "Fried" a "River" obsahují přidané vokály od Curva Nord Milano ultras.
- "River" obsahuje přidané vokály od Charlieho Wilsona.
- Přehraná verze písně "Sky City" obsahuje přidané vokály od The-Dream a Anta Clemonse.
- "My Soul" obsahuje přidané vokály od Todda Rundgrena a Sunday Service Choir.
- "Drunk" obsahuje přidané vokály od Bad Bunnyho.

Samply:
- "Field Trip" obsahuje sampl z písně "Machine Gun" od Portishead.
- "River" obsahuje sampl z písně "River" od Leona Bridgese.
- "530" obsahuje sampl z písně "Break the Fall (Acoustic)" od Swsh.
- "Sky City" obsahuje úryvek z písně "O-o-h Child" od Five Stairsteps.
- "Lifestyle" obsahuje samply z písní "Love Is Gone" od Nico Baran a “The New Style” od Beastie Boys.
- "Forever" obsahuje sampl z písně "Maybe" od Kettenkarussell.
- "Take Off Your Dress" obsahuje sampl z písně "Please Make It Good Again" od Talmadge Armstrong.
- "Gun to My Head" obsahuje sampl z písně "Blindside" od Alice Merton.
- "Can U Be" obsahuje samply z písní "Stop, Look, Listen (To Your Heart)" od Diany Ross a Marvina Gaye, "Haunted" od Rob, "Glide" od Pleasure, "National Anthem" od Keitha Hudsona a dialog z filmu Silver Linings Playbook (2012).